# Campeonato Ecuatoriano de Fútbol Serie B 1995
El Campeonato Ecuatoriano de Fútbol Serie B 1995, conocido oficialmente como «Campeonato Nacional de Fútbol Serie B 1995», fue la 18.ª edición de la Serie B del Campeonato nacional de fútbol profesional en Ecuador, mientras que fue la 31.ª edición incluyendo los torneos cortos conocidas como etapas. El torneo fue organizado por la Federación Ecuatoriana de Fútbol y contó con la participación de ocho clubes de fútbol, como dato anecdótico a partir de esta edición entró en disputa en el sistema de puntos la cantidad de 3 puntos a diferencia de años anteriores que solamente se le atribuiría 2 puntos al ganador de cada encuentro.
En este torneo volvió a jugar el cuadro del Deportivo Quevedo tras 4 años de ausencia y debutó el cuadro del Flamengo. En el caso de los descendidos a la Segunda Categoría fueron los cuadros de Valdez y Flamengo. En el caso del cuadro latacungueño este fue su primera y única participación ya que solamente jugó en el torneo de la Segunda Categoría por 10 años y desapareció tras participar en el Campeonato Provincial de la Segunda Categoría de Cotopaxi en 2006. En el caso del cuadro azucarero este fue su única participación ya que solamente jugó en el torneo de la Segunda Categoría por 2 años y desapareció tras participar en el Campeonato Provincial de la Segunda Categoría del Guayas en 1997. Por su parte, los cuadros que ascendieron fueron Imbabura S. C., siendo este el 2° equipo de la provincia de Imbabura en ascender a la Serie B, y Santa Rita, siendo este el segundo equipo de la provincia de Los Ríos en ascender a la misma categoría.
En esta edición del campeonato, el Deportivo Cuenca se coronó campeón del certamen por segunda vez en su historia al lograr ganar el triangular y el Técnico Universitario de la ciudad de Ambato se coronó subcampeón del certamen por primera vez en su historia.

## Sistema de juego
El Campeonato Ecuatoriano de la Serie B 1995 se jugó de la siguiente manera.
Primera etapa
Se jugó un total de 14 fechas en partidos de ida y vuelta, los 2 equipos que lograron llegar para disputar en primer y segundo lugar lograron clasificarse al Triangular final con su respectivo puntaje de bonificación. Mientras que los 2 equipos de peor campaña clasificaron al Cuadrangular del No Descenso.
Segunda etapa
Se jugó un total de 14 fechas en partidos de ida y vuelta, el segundo equipo que logró llegar para disputar en segundo lugar logró clasificarse al Triangular final de ascenso. Mientras que los 2 equipos de peor campaña clasificaron al Cuadrangular del No Descenso.
Cuadrangular del No Descenso
En este cuadrangular tomaron parte los 4 equipos que en ambas etapas terminaron en los 2 últimos puestos además tuvieron puntos de penalización, se jugó un total de 6 fechas en partidos de ida y vuelta, los 2 equipos con puntaje negativo descendieron para la siguiente temporada en la Segunda Categoría.
Triangular final
En este triangular estuvieron los 3 equipos que se ubicaron en los 2 primeros lugares, se jugó un total de 6 fechas en partidos de ida y vuelta, los 2 equipos de puntaje positivo lograron ascender para el Campeonato Ecuatoriano de Fútbol 1996.
Como principal novedad, debido al cambio en las reglas del fútbol, se comenzaron a entregar tres puntos por cada partido ganado en lugar de dos.

## Relevo anual de clubes
| Pos. | de la Serie A    |
| ---- | ---------------- |
| 11º  | Deportivo Cuenca |
| 12º  | Valdez           |

| Pos. | de la Serie B    |
| ---- | ---------------- |
| 1º   | Olmedo (Campeón) |
| 2º   | 9 de Octubre     |

| Pos. | de la Serie B           |
| ---- | ----------------------- |
| 7º   | 2 de Marzo (Sancionado) |
| 8º   | Santos                  |

| Pos. | de la Segunda Categoría     |
| ---- | --------------------------- |
| 1º   | Deportivo Quevedo (Campeón) |
| 2º   | Flamengo                    |

## Equipos participantes

### Datos de los clubes
Tomaron parte en las competición 8 equipos, entre ellos el debutante: el Sociedad Deportiva Flamengo. También se destaca el retorno del histórico Club Social Cultural y Deportivo Quevedo, tras 4 años ausente de la categoría.
| Equipo                | Ciudad | Provincia                       | Estadio                                                              | Capacidad            |
| --------------------- | --- | ------------------------------- | -------------------------------------------------------------------- | -------------------- |
| Calvi                 | Guayaquil | Guayas                          | Modelo Alberto Spencer Municipal Jacobo Bucaram Elmhalin (Pascuales) | 48.780 2.000         |
| Deportivo Cuenca      | Cuenca | Azuay                           | Alejandro Serrano Aguilar                                            | 20.502               |
| Deportivo Quevedo     | Quevedo [[Archivo:\|class=notpageimage noviewer\|20x20px\|border\|Bandera de Babahoyo]] Babahoyo [[Archivo:\|class=notpageimage noviewer\|20x20px\|border\|Bandera de Santo Domingo (Ecuador)]] Santo Domingo | Los Ríos · Los Ríos · Pichincha | 7 de Octubre Rafael Vera Yépez Olímpico Tsáchila                     | 15.200 11.000 10.172 |
| Flamengo              | [[Archivo:\|class=notpageimage noviewer\|20x20px\|border\|Bandera de Latacunga]] Latacunga | Cotopaxi                        | La Cocha                                                             | 14.220               |
| Liga de Loja          | [[Archivo:\|class=notpageimage noviewer\|20x20px\|border\|Bandera de Loja (Ecuador)]] Loja | Loja                            | Reina del Cisne                                                      | 13.359               |
| Panamá                | Guayaquil Vinces | Guayas · Guayas · Los Ríos      | Modelo Alberto Spencer George Capwell Municipal 14 de Junio          | 48.780 21.388 3.000  |
| Técnico Universitario | Ambato | Tungurahua                      | Bellavista                                                           | 16.467               |
| Valdez                | Milagro Jipijapa Guayaquil | Guayas · Manabí · Guayas        | Los Chirijos Arturo Zavala Ramírez Modelo Alberto Spencer            | 15.000 4.895 48.780  |

### Equipos por provincias
| Provincia  | N.º | Equipos                   |
| ---------- | --- | ------------------------- |
| Guayas     | 3   | - Calvi - Panamá - Valdez |
| Azuay      | 1   | - Deportivo Cuenca        |
| Cotopaxi   | 1   | - Flamengo                |
| Loja       | 1   | - Liga de Loja            |
| Los Ríos   | 1   | - Deportivo Quevedo       |
| Tungurahua | 1   | - Técnico Universitario   |

|  |

## Primera etapa

### Partidos y resultados
| Fecha 1           | Fecha 1   | Fecha 1               |
| Equipo Local      | Resultado | Equipo Visitante      |
| ----------------- | --------- | --------------------- |
| Panamá            | 0 - 2     | Calvi                 |
| Deportivo Quevedo | 4 - 2     | Técnico Universitario |
| Deportivo Cuenca  | 2 - 0     | Valdez                |
| Liga de Loja      | 5 - 3     | Flamengo              |

| Fecha 2               | Fecha 2   | Fecha 2           |
| Equipo Local          | Resultado | Equipo Visitante  |
| --------------------- | --------- | ----------------- |
| Calvi                 | 2 - 1     | Deportivo Quevedo |
| Valdez                | 0 - 1     | Liga de Loja      |
| Técnico Universitario | 0 - 0     | Deportivo Cuenca  |
| Flamengo              | 2 - 1     | Panamá            |

| Fecha 3           | Fecha 3   | Fecha 3               |
| Equipo Local      | Resultado | Equipo Visitante      |
| ----------------- | --------- | --------------------- |
| Panamá            | 3 - 0     | Valdez                |
| Deportivo Quevedo | 5 - 1     | Flamengo              |
| Deportivo Cuenca  | 3 - 1     | Calvi                 |
| Liga de Loja      | 0 - 1     | Técnico Universitario |

| Fecha 4               | Fecha 4   | Fecha 4           |
| Equipo Local          | Resultado | Equipo Visitante  |
| --------------------- | --------- | ----------------- |
| Calvi                 | 1 - 3     | Liga de Loja      |
| Valdez                | 1 - 2     | Deportivo Quevedo |
| Técnico Universitario | 2 - 1     | Panamá            |
| Flamengo              | 1 - 2     | Deportivo Cuenca  |

| Fecha 5           | Fecha 5   | Fecha 5               |
| Equipo Local      | Resultado | Equipo Visitante      |
| ----------------- | --------- | --------------------- |
| Calvi             | 0 - 0     | Técnico Universitario |
| Deportivo Cuenca  | 5 - 2     | Panamá                |
| Deportivo Quevedo | 4 - 2     | Liga de Loja          |
| Valdez            | 2 - 2     | Flamengo              |

| Fecha 6               | Fecha 6   | Fecha 6           |
| Equipo Local          | Resultado | Equipo Visitante  |
| --------------------- | --------- | ----------------- |
| Calvi                 | 2 - 2     | Valdez            |
| Panamá                | 2 - 5     | Deportivo Quevedo |
| Liga de Loja          | 0 - 2     | Deportivo Cuenca  |
| Técnico Universitario | 1 - 0     | Flamengo          |

| Fecha 7               | Fecha 7   | Fecha 7           |
| Equipo Local          | Resultado | Equipo Visitante  |
| --------------------- | --------- | ----------------- |
| Panamá                | 3 - 0     | Liga de Loja      |
| Deportivo Cuenca      | 1 - 0     | Deportivo Quevedo |
| Técnico Universitario | 1 - 0     | Valdez            |
| Flamengo              | 3 - 1     | Calvi             |

| Fecha 8           | Fecha 8   | Fecha 8               |
| Equipo Local      | Resultado | Equipo Visitante      |
| ----------------- | --------- | --------------------- |
| Calvi             | 2 - 1     | Flamengo              |
| Deportivo Quevedo | 0 - 0     | Deportivo Cuenca      |
| Valdez            | 1 - 1     | Técnico Universitario |
| Liga de Loja      | 3 - 2     | Panamá                |

| Fecha 9           | Fecha 9   | Fecha 9               |
| Equipo Local      | Resultado | Equipo Visitante      |
| ----------------- | --------- | --------------------- |
| Deportivo Quevedo | 2 - 1     | Panamá                |
| Valdez            | 1 - 1     | Calvi                 |
| Deportivo Cuenca  | 0 - 2     | Liga de Loja          |
| Flamengo          | 3 - 0     | Técnico Universitario |

| Fecha 10              | Fecha 10  | Fecha 10          |
| Equipo Local          | Resultado | Equipo Visitante  |
| --------------------- | --------- | ----------------- |
| Panamá                | 2 - 1     | Deportivo Cuenca  |
| Liga de Loja          | 1 - 1     | Deportivo Quevedo |
| Técnico Universitario | 0 - 0     | Calvi             |
| Flamengo              | 2 - 2     | Valdez            |

| Fecha 11          | Fecha 11  | Fecha 11              |
| Equipo Local      | Resultado | Equipo Visitante      |
| ----------------- | --------- | --------------------- |
| Panamá            | 1 - 1     | Técnico Universitario |
| Deportivo Quevedo | 4 - 1     | Valdez                |
| Liga de Loja      | 1 - 0     | Calvi                 |
| Deportivo Cuenca  | 2 - 0     | Flamengo              |

| Fecha 12              | Fecha 12  | Fecha 12          |
| Equipo Local          | Resultado | Equipo Visitante  |
| --------------------- | --------- | ----------------- |
| Calvi                 | 0 - 0     | Deportivo Cuenca  |
| Valdez                | 1 - 0     | Panamá            |
| Técnico Universitario | 2 - 1     | Liga de Loja      |
| Flamengo              | 4 - 1     | Deportivo Quevedo |

| Fecha 13          | Fecha 13  | Fecha 13              |
| Equipo Local      | Resultado | Equipo Visitante      |
| ----------------- | --------- | --------------------- |
| Panamá            | 2 - 0     | Flamengo              |
| Deportivo Quevedo | 1 - 1     | Calvi                 |
| Deportivo Cuenca  | 3 - 0     | Técnico Universitario |
| Liga de Loja      | 1 - 1     | Valdez                |

| Fecha 14              | Fecha 14  | Fecha 14          |
| Equipo Local          | Resultado | Equipo Visitante  |
| --------------------- | --------- | ----------------- |
| Calvi                 | 1 - 3     | Panamá            |
| Valdez                | 1 - 1     | Deportivo Cuenca  |
| Técnico Universitario | 3 - 1     | Deportivo Quevedo |
| Flamengo              | 0 - 2     | Liga de Loja      |

### Tabla de posiciones
|  |  |    | Equipo                | PJ | PG | PE | PP | GF | GC | DG  | PTS | PB/PP |
|  |  | -- | --------------------- | -- | -- | -- | -- | -- | -- | --- | --- | ----- |
|  |  | 1. | Deportivo Cuenca      | 14 | 8  | 4  | 2  | 21 | 9  | +12 | 28  | 2     |
|  |  | 2. | Deportivo Quevedo     | 14 | 7  | 3  | 4  | 31 | 24 | +7  | 24  |       |
|  |  | 3. | Técnico Universitario | 14 | 6  | 5  | 3  | 14 | 15 | –1  | 23  | 1     |
|  |  | 4. | Liga de Loja          | 14 | 7  | 2  | 5  | 22 | 20 | +2  | 20  |       |
|  |  | 5. | Panamá                | 14 | 5  | 1  | 8  | 23 | 25 | –2  | 16  |       |
|  |  | 6. | Calvi                 | 14 | 3  | 6  | 5  | 14 | 19 | –5  | 15  | –1    |
|  |  | 7. | Flamengo              | 14 | 4  | 2  | 8  | 22 | 28 | –6  | 14  |       |
|  |  | 8. | Valdez                | 14 | 1  | 7  | 6  | 13 | 23 | –10 | 10  | –2    |

PJ = Partidos jugados; PG = Partidos ganados; PE = Partidos empatados; PP = Partidos perdidos; GF = Goles a favor; GC = Goles en contra; DG = Diferencia de gol; PTS = Puntos; PB/PP = Puntos de bonificación/Puntos de Penalización
|  | Clasificaron al Triangular final.             |
|  | Clasificaron al Cuadrangular del No Descenso. |

Fuente: The Rec.Sport.Soccer Statistics Foundation

## Segunda etapa

### Partidos y resultados
| Fecha 1      | Fecha 1   | Fecha 1               |
| Equipo Local | Resultado | Equipo Visitante      |
| ------------ | --------- | --------------------- |
| Panamá       | 1 - 0     | Calvi                 |
| Valdez       | 3 - 0     | Deportivo Cuenca      |
| Liga de Loja | 1 - 0     | Deportivo Quevedo     |
| Flamengo     | 0 - 0     | Técnico Universitario |

| Fecha 2               | Fecha 2   | Fecha 2          |
| Equipo Local          | Resultado | Equipo Visitante |
| --------------------- | --------- | ---------------- |
| Panamá                | 3 - 0     | Liga de Loja     |
| Deportivo Quevedo     | 1 - 0     | Valdez           |
| Deportivo Cuenca      | 2 - 1     | Flamengo         |
| Técnico Universitario | 5 - 1     | Calvi            |

| Fecha 3      | Fecha 3   | Fecha 3               |
| Equipo Local | Resultado | Equipo Visitante      |
| ------------ | --------- | --------------------- |
| Calvi        | 3 - 0     | Deportivo Cuenca      |
| Valdez       | 0 - 0     | Panamá                |
| Liga de Loja | 1 - 2     | Técnico Universitario |
| Flamengo     | 0 - 0     | Deportivo Quevedo     |

| Fecha 4               | Fecha 4   | Fecha 4           |
| Equipo Local          | Resultado | Equipo Visitante  |
| --------------------- | --------- | ----------------- |
| Calvi                 | 2 - 1     | Liga de Loja      |
| Valdez                | 1 - 0     | Flamengo          |
| Deportivo Cuenca      | 0 - 0     | Panamá            |
| Técnico Universitario | 1 - 0     | Deportivo Quevedo |

| Fecha 5               | Fecha 5   | Fecha 5          |
| Equipo Local          | Resultado | Equipo Visitante |
| --------------------- | --------- | ---------------- |
| Panamá                | 2 - 1     | Flamengo         |
| Deportivo Quevedo     | 1 - 1     | Calvi            |
| Liga de Loja          | 3 - 1     | Deportivo Cuenca |
| Técnico Universitario | 3 - 1     | Valdez           |

| Fecha 6          | Fecha 6   | Fecha 6               |
| Equipo Local     | Resultado | Equipo Visitante      |
| ---------------- | --------- | --------------------- |
| Panamá           | 4 - 1     | Técnico Universitario |
| Valdez           | 0 - 2     | Calvi                 |
| Deportivo Cuenca | 2 - 0     | Deportivo Quevedo     |
| Flamengo         | 0 - 0     | Liga de Loja          |

| Fecha 7               | Fecha 7   | Fecha 7          |
| Equipo Local          | Resultado | Equipo Visitante |
| --------------------- | --------- | ---------------- |
| Calvi                 | 5 - 1     | Flamengo         |
| Deportivo Quevedo     | 1 - 0     | Panamá           |
| Liga de Loja          | 0 - 0     | Valdez           |
| Técnico Universitario | 1 - 2     | Deportivo Cuenca |

| Fecha 8          | Fecha 8   | Fecha 8               |
| Equipo Local     | Resultado | Equipo Visitante      |
| ---------------- | --------- | --------------------- |
| Panamá           | 5 - 1     | Deportivo Quevedo     |
| Valdez           | 1 - 3     | Liga de Loja          |
| Deportivo Cuenca | 3 - 0     | Técnico Universitario |
| Flamengo         | 1 - 2     | Calvi                 |

| Fecha 9               | Fecha 9   | Fecha 9          |
| Equipo Local          | Resultado | Equipo Visitante |
| --------------------- | --------- | ---------------- |
| Calvi                 | 0 - 2     | Valdez           |
| Deportivo Quevedo     | 1 - 0     | Deportivo Cuenca |
| Liga de Loja          | 2 - 1     | Flamengo         |
| Técnico Universitario | 0 - 0     | Panamá           |

| Fecha 10         | Fecha 10  | Fecha 10              |
| Equipo Local     | Resultado | Equipo Visitante      |
| ---------------- | --------- | --------------------- |
| Calvi            | 3 - 2     | Deportivo Quevedo     |
| Valdez           | 2 - 2     | Técnico Universitario |
| Deportivo Cuenca | 4 - 1     | Liga de Loja          |
| Flamengo         | 1 - 0     | Panamá                |

| Fecha 11          | Fecha 11  | Fecha 11              |
| Equipo Local      | Resultado | Equipo Visitante      |
| ----------------- | --------- | --------------------- |
| Panamá            | 0 - 0     | Deportivo Cuenca      |
| Deportivo Quevedo | 0 - 0     | Técnico Universitario |
| Liga de Loja      | 3 - 0     | Calvi                 |
| Flamengo          | 0 - 0     | Valdez                |

| Fecha 12              | Fecha 12  | Fecha 12         |
| Equipo Local          | Resultado | Equipo Visitante |
| --------------------- | --------- | ---------------- |
| Panamá                | 0 - 3     | Valdez           |
| Deportivo Quevedo     | 3 - 1     | Flamengo         |
| Deportivo Cuenca      | 0 - 0     | Calvi            |
| Técnico Universitario | 2 - 3     | Liga de Loja     |

| Fecha 13     | Fecha 13  | Fecha 13              |
| Equipo Local | Resultado | Equipo Visitante      |
| ------------ | --------- | --------------------- |
| Liga de Loja | 0 - 0     | Panamá                |
| Calvi        | 0 - 0     | Técnico Universitario |
| Valdez       | 3 - 0     | Deportivo Quevedo     |
| Flamengo     | 3 - 8     | Deportivo Cuenca      |

| Fecha 14              | Fecha 14  | Fecha 14         |
| Equipo Local          | Resultado | Equipo Visitante |
| --------------------- | --------- | ---------------- |
| Deportivo Cuenca      | 3 - 1     | Valdez           |
| Deportivo Quevedo     | 0 - 1     | Liga de Loja     |
| Panamá                | 2 - 1     | Calvi            |
| Técnico Universitario | 5 - 1     | Flamengo         |

### Tabla de posiciones
|  |  |    | Equipo                | PJ | PG | PE | PP | GF | GC | DG  | PTS | PB/PP |
|  |  | -- | --------------------- | -- | -- | -- | -- | -- | -- | --- | --- | ----- |
|  |  | 1. | Deportivo Cuenca      | 14 | 7  | 3  | 4  | 21 | 17 | +4  | 24  | 2     |
|  |  | 2. | Liga de Loja          | 14 | 7  | 3  | 4  | 19 | 16 | +3  | 24  | 1     |
|  |  | 3. | Panamá                | 14 | 6  | 5  | 3  | 17 | 8  | +9  | 23  |       |
|  |  | 4. | Calvi                 | 14 | 6  | 3  | 5  | 20 | 19 | +1  | 21  |       |
|  |  | 5. | Técnico Universitario | 14 | 5  | 5  | 4  | 22 | 18 | +4  | 20  |       |
|  |  | 6. | Valdez                | 14 | 5  | 4  | 5  | 17 | 14 | +3  | 19  |       |
|  |  | 7. | Deportivo Quevedo     | 14 | 4  | 3  | 7  | 10 | 18 | –8  | 15  | –1    |
|  |  | 8. | Flamengo              | 14 | 1  | 4  | 9  | 11 | 30 | –19 | 7   | –2    |

PJ = Partidos jugados; PG = Partidos ganados; PE = Partidos empatados; PP = Partidos perdidos; GF = Goles a favor; GC = Goles en contra; DG = Diferencia de gol; PTS = Puntos; PB/PP = Puntos de bonificación/Puntos de Penalización
|  | Clasificó al Triangular final.                |
|  | Clasificaron al Cuadrangular del No Descenso. |

Fuente: The Rec.Sport.Soccer Statistics Foundation

## Tabla acumulada
|  |  |    | Equipo                | PJ | PG | PE | PP | GF | GC | DG  | PTS |
|  |  | -- | --------------------- | -- | -- | -- | -- | -- | -- | --- | --- |
|  |  | 1. | Deportivo Cuenca      | 28 | 15 | 7  | 6  | 42 | 26 | +16 | 52  |
|  |  | 2. | Liga de Loja          | 28 | 14 | 5  | 9  | 41 | 36 | +5  | 44  |
|  |  | 3. | Técnico Universitario | 28 | 11 | 10 | 7  | 36 | 33 | +3  | 43  |
|  |  | 4. | Panamá                | 28 | 11 | 6  | 11 | 40 | 33 | +7  | 39  |
|  |  | 5. | Deportivo Quevedo     | 28 | 9  | 6  | 9  | 41 | 42 | –1  | 39  |
|  |  | 6. | Calvi                 | 28 | 9  | 9  | 10 | 34 | 38 | –4  | 38  |
|  |  | 7. | Valdez                | 28 | 6  | 11 | 11 | 37 | 38 | –1  | 29  |
|  |  | 8. | Flamengo              | 28 | 5  | 6  | 17 | 33 | 58 | –25 | 21  |

PJ = Partidos jugados; PG = Partidos ganados; PE = Partidos empatados; PP = Partidos perdidos; GF = Goles a favor; GC = Goles en contra; DG = Diferencia de gol; PTS = Puntos
|  | Clasificaron al Triangular final.             |
|  | Clasificaron al Cuadrangular del No Descenso. |

Fuente: The Rec.Sport.Soccer Statistics Foundation

## Cuadrangular del No Descenso

### Partidos y resultados
| Fecha 1           | Fecha 1   | Fecha 1          |
| Equipo Local      | Resultado | Equipo Visitante |
| ----------------- | --------- | ---------------- |
| Calvi             | 2 - 1     | Flamengo         |
| Deportivo Quevedo | 1 - 0     | Valdez           |

| Fecha 2      | Fecha 2   | Fecha 2           |
| Equipo Local | Resultado | Equipo Visitante  |
| ------------ | --------- | ----------------- |
| Valdez       | 0 - 2     | Calvi             |
| Flamengo     | 1 - 1     | Deportivo Quevedo |

| Fecha 3           | Fecha 3   | Fecha 3          |
| Equipo Local      | Resultado | Equipo Visitante |
| ----------------- | --------- | ---------------- |
| Valdez            | 2 - 1     | Flamengo         |
| Deportivo Quevedo | 3 - 1     | Calvi            |

| Fecha 4      | Fecha 4   | Fecha 4           |
| Equipo Local | Resultado | Equipo Visitante  |
| ------------ | --------- | ----------------- |
| Calvi        | 2 - 2     | Deportivo Quevedo |
| Flamengo     | 0 - 2     | Valdez            |

| Fecha 5           | Fecha 5   | Fecha 5          |
| Equipo Local      | Resultado | Equipo Visitante |
| ----------------- | --------- | ---------------- |
| Calvi             | 1 - 1     | Valdez           |
| Deportivo Quevedo | 2 - 0     | Flamengo         |

| Fecha 6      | Fecha 6   | Fecha 6                 |
| Equipo Local | Resultado | Equipo Visitante        |
| ------------ | --------- | ----------------------- |
| Flamengo     | 0 - 3     | Calvi                   |
| Valdez       | s/j       | Deportivo Quevedo</ref> |

### Tabla de posiciones
|  |  |    | Equipo            | PJ | PG | PE | PP | GF | GC | DG | PTS | PP |
|  |  | -- | ----------------- | -- | -- | -- | -- | -- | -- | -- | --- | -- |
|  |  | 1. | Calvi             | 6  | 3  | 2  | 1  | 11 | 7  | +4 | 10  | –1 |
|  |  | 2. | Deportivo Quevedo | 5  | 3  | 2  | 0  | 9  | 4  | +5 | 10  | –1 |
|  |  | 3. | Valdez            | 5  | 2  | 1  | 2  | 5  | 5  | 0  | 5   | –2 |
|  |  | 4. | Flamengo          | 6  | 0  | 1  | 5  | 3  | 12 | –9 | -1  | –2 |

PJ = Partidos jugados; PG = Partidos ganados; PE = Partidos empatados; PP = Partidos perdidos; GF = Goles a favor; GC = Goles en contra; DG = Diferencia de gol; PTS = Puntos; PP = Puntos de Penalización
|  | Descendieron a la Segunda Categoría. |

Fuente: The Rec.Sport.Soccer Statistics Foundation

## Triangular final

### Partidos y resultados
| Fecha 1      | Fecha 1   | Fecha 1          |
| Equipo Local | Resultado | Equipo Visitante |
| ------------ | --------- | ---------------- |
| Liga de Loja | 3 - 6     | Deportivo Cuenca |

| Fecha 2          | Fecha 2   | Fecha 2               |
| Equipo Local     | Resultado | Equipo Visitante      |
| ---------------- | --------- | --------------------- |
| Deportivo Cuenca | 0 - 2     | Técnico Universitario |

| Fecha 3               | Fecha 3   | Fecha 3          |
| Equipo Local          | Resultado | Equipo Visitante |
| --------------------- | --------- | ---------------- |
| Técnico Universitario | 2 - 0     | Liga de Loja     |

| Fecha 4      | Fecha 4   | Fecha 4               |
| Equipo Local | Resultado | Equipo Visitante      |
| ------------ | --------- | --------------------- |
| Liga de Loja | 1 - 1     | Técnico Universitario |

| Fecha 5          | Fecha 5   | Fecha 5          |
| Equipo Local     | Resultado | Equipo Visitante |
| ---------------- | --------- | ---------------- |
| Deportivo Cuenca | 2 - 2     | Liga de Loja     |

| Fecha 6               | Fecha 6   | Fecha 6          |
| Equipo Local          | Resultado | Equipo Visitante |
| --------------------- | --------- | ---------------- |
| Técnico Universitario | 0 - 2     | Deportivo Cuenca |

### Tabla de posiciones
|  |  |    | Equipo                | PJ | PG | PE | PP | GF | GC | DG | PTS | PB |
|  |  | -- | --------------------- | -- | -- | -- | -- | -- | -- | -- | --- | -- |
|  |  | 1. | Deportivo Cuenca      | 4  | 2  | 1  | 1  | 10 | 7  | +3 | 7   | 4  |
|  |  | 2. | Técnico Universitario | 4  | 2  | 1  | 1  | 5  | 3  | +2 | 7   | 1  |
|  |  | 3. | Liga de Loja          | 4  | 0  | 2  | 2  | 6  | 11 | –5 | 2   | 1  |

PJ = Partidos jugados; PG = Partidos ganados; PE = Partidos empatados; PP = Partidos perdidos; GF = Goles a favor; GC = Goles en contra; DG = Diferencia de gol; PTS = Puntos; PB = Puntos de bonificación
|  | Campeón, ascendió a la Serie A 1996.    |
|  | Subcampeón, ascendió a la Serie A 1996. |

Fuente: The Rec.Sport.Soccer Statistics Foundation

### Campeón
|                                                              |
| Club Deportivo Cuenca 2.° título Ascendió a la Serie A 1996  |
| También ascendió Club Técnico Universitario como subcampeón. |

## Goleador
| Jugador        | Equipo   | Goles |
| -------------- | -------- | ----- |
| Pedro Valencia | Flamengo | 16    |